# Андренко Ірина Валеріївна
Ірина Валеріївна Андренко (нар. 28 травня 1991, Сімферополь) — українська шахістка, міжнародний майстер серед жінок (2009).

Віце-чемпіонка України 2011 року.
Її рейтинг на станом на січень 2020 року — 2107 (754-те місце у світі, 31-ше — серед шахісток України).
Закінчила біологічний факультет Харківського національного університету імені В. Н. Каразіна.

## Досягнення
2004
- Чемпіонат України серед дівчат до 14 років  — 3 місце;

2007
- Чемпіонат України серед дівчат до 18 років (Донецьк) — 1 місце;

2009
- Чемпіонат України серед дівчат до 18 років — 1 місце;
- Турнір серед жінок пам'яті В.Савона (швидкі шахи) — 1 місце;

2010
- Чемпіонат світу з шахів серед юніорів (до 20 років, Польща) — 6 — 13 місце[2];
- Чемпіонат України серед дівчат до 20 років (швидкі шахи) — 2 місце;

2011
- Міжнародний жіночий турнір «Феміда-2011» (Харків) — 1 місце;

2012
- Чемпіонат України серед жінок (швидкі шахи) — 3 місце;

2015
- Півфінал чемпіонату України серед жінок (Дніпропетровськ) — 3 місце[3];

## Результати виступів у чемпіонатах України
| Рік  | Місто       | Турнір                                 | + | − | = | Результат | Місце  |
| ---- | ----------- | -------------------------------------- | - | - | - | --------- | ------ |
| 2004 | Сімферополь | 64-й чемпіонат України                 | 3 | 1 | 5 | 3½ з 9    | 44     |
| 2009 | Євпаторія   | 69-й чемпіонат України                 | 4 | 2 | 3 | 5½ з 9    | 10     |
| 2010 | Полтава     | 70-й чемпіонат України                 | 4 | 1 | 4 | 6 з 9     | 5      |
|      | Алушта      | 79-й чемпіонат України серед чоловіків | 2 | 3 | 4 | 5 з 9     | 57     |
| 2011 | Полтава     | 71-й чемпіонат України                 | 5 | 1 | 3 | 6½ з 9    | Silver |
| 2012 | Харків      | 72-й чемпіонат України                 | 0 | 3 | 6 | 3 з 9     | 8      |
| 2013 | Київ        | 73-й чемпіонат України                 | 1 | 4 | 4 | 3 з 9     | 9      |